# Menna Fadali
Menna Fadali (em Língua árabe: منة الله سامي فضالي; nascida a 4 de setembro de 1983 no Cairo) é uma atriz e cantora egípcia. Iniciou a sua prolífica participação no cinema de seu país com um pequeno papel no filme O basha telmiz, com Karim Abdel Aziz e Ghada Adel.

## Carreira
Menna obteve o título de Hoteleria e Turismo antes de decantarse pelo mundo do espetáculo. Iniciou a sua carreira na atuação quando foi apresentada pela sua mãe ao Diretor Majdi Abu Amira. A mãe de Fadali desempenhava-se nesse momento como assistente de direção de Amira, quem ficou impressionado com Menna e lhe atribuiu um papel na série de televisão Ayana Kalby em 2002. Nesse mesmo ano teve a sua estreia no cinema interpretando um papel de partilha na comédia O basha telmiz do diretor Wael Ihsan. Ao ano seguinte, Menna participou nas Pessoas de série em Kafr Askar (dirigida por Nader Galal) e Hamza e Cinco Filhas.
Em 2004 participou na série 3afaryt Ao Siala numa partilha conformada por várias estrelas egípcias. O seu papel foi considerado um ponto de inflexão em sua carreira como atriz e lhe deu a oportunidade de figurar de maneira frequente em outras produções de cinema e televisão em seu país como  É Tempo , Grava de Mercado, Amor de Pássaro e OHilali .
Na década de 2010 a atriz continuou figurando na cena audiovisual de seu país, participando em produções de televisão como Bab Ao Khalk (2012), Selssal O Dique (2013) e Wesh Tany (2015); e em produções cinematográficas como Nour Einy (2010) e Embaixo Mesa (2016). Em 2018 anunciou que se encontrava gravando uma nova produção para televisão, titulada Amor Proibido.

## Filmografia selecionada

### Cinema
- 2018 - Abou Ismail's Children
- 2016 - Under Table
- 2013 - Cemetery Issa
- 2010 - Nour Einy
- 2010 - The Ligth of My Eyes
- 2009 - Azmet Sharaf
- 2008 - Mafish fayda
- 2007 - Maganin nos kom
- 2007 - Leilet hob Helwa
- 2007 - El shabah
- 2005 - Shabab Spicy
- 2004 - El basha telmiz

### Televisão
- 2019 - Forbidden Love[7]
- 2015 - Wesh Tany[8]
- 2013 - Selssal El Dam
- 2012 - Bab Al Khalk
- 2007 - El-malek Farouk
- 2004 - Ya ward meen yeshtereek